# Marina Oesterheld
Marina Oesterheld (Buenos Aires, 26 de enero de 1957 - desaparecida el 27 de noviembre de 1977), fue una militante montonera detenida-desaparecida en el suroeste del Gran Buenos Aires, una de las cuatro hijas desaparecidas del dibujante, y también desaparecido, Héctor Germán Oesterheld.

## Biografía
Marina Oesterheld nació el 26 de enero de 1957 en Buenos Aires. Fue la tercera hija del guionista de historietas y escritor Héctor Germán Oesterheld y Elsa Sánchez. Sus hermanas fueron Estela, Diana y Beatriz. Hizo los estudios primarios y secundario en los colegio Northlands. Colegio Nacional de San Isidro, 20 de Junio de San Isidro y la Escuela Normal José Gervasio Artigas de San Fernando. Tuvo varios apodos, como Pantera, dado que caminaba de forma similar a la pantera rosa; también se la llamaba flaca Liliana y Valentina. Según su madre, ella era la que se parecía en carácter más a su padre: introvertida, taciturna, inquieta y rebelde.
De joven participó en la Unión de Estudiantes Secundarios (UES) en el Partido de General Sarmiento. Luego se incorporó a Montoneros, participando en la Secretaría de Prensa, Agitación y Propaganda. Fue detenida desaparecida el 27 de noviembre de 1977 simulando un enfrentamiento mientras se encontraba en San Isidro, al norte del gran Buenos Aires. Se encontraba con su esposo Alberto Oscar Seindlis, quien también continúa desaparecido. Ella se encontraba embarazada de 8 meses, y se presume que tuvo un hijo o hija estando en cautiverio en Campo de Mayo, siendo todavía uno de los nietos no recuperados.
Su vida, junto con la de sus hermanas, cuñados y padre detenidos desaparecidos es analizada de forma extensiva en el libro Los Oesterheld, a partir de entrevistas a su madre Elsa y conocidos de la década de 1970.